# Pelourinho de Chacim
O Pelourinho de Chacim localiza-se na Praça do Pelourinho na freguesia de Chacim, no município de Macedo de Cavaleiros, distrito de Bragança, em Portugal.
Este pelourinho encontra-se classificado como Imóvel de Interesse Público desde 1933.